# ماسيج كوزاك
ماسيج كوزاك (بالبولندية: Maciej Kozak) هو لاعب كرة قدم بولندي في مركز حراسة المرمى، ولد في 10 ديسمبر 1971 في غدانسك في بولندا، وتوفي بنفس المكان في 26 يوليو 2015. لعب مع ليخيا غدانسك.